# The Sugarhill Gang
The Sugarhill Gang är en amerikansk musikgrupp som i slutet av 1970-talet var en viktig del av den framväxande hiphop-kulturen. Låten "Rapper's Delight" från 1979, baserad på Chics "Good Times", är deras mest kända låt och den första hiphopsingeln som blev en topplistehit. Texten innehåller bland annat termen "hiphop" för första gången.

## Diskografi

### Studioalbum
- 1979 – Rapper's Delight
- 1982 – 8th Wonder med låten Apache
- 1983 – Rappin' Down Town
- 1984 – Livin' in the Fast Lane
- 1999 – Jump on it!